# Duinen van Ter Yde, Hannecartbos en Oostvoorduinen
Het gebied Duinen van Ter Yde, Hannecartbos en Oostvoorduinen is een natuurgebied in de Belgische gemeente Koksijde. Het gebied ligt tussen Nieuwpoort-Bad en Oostduinkerke.
Het gebied bevat de gehele opvolging van kust naar duinen. Er is een breed zandstrand, waarna kustwaarts de zeereepduinen volgen (Zeebermduinen). In Vlaanderen komen deze, vanwege de dichte kustbebouwing, weinig voor. Het gebied is Europees beschermd als onderdeel van Natura 2000-gebied Duingebieden inclusief IJzermonding en Zwin.
Landinwaarts volgen de Duinen van Ter Yde, welke paraboolduinen omvatten. Dit gebied heeft in het westen een uitloper, de Plaatsduinen. Ook in oostelijke richting is er een uitloper, namelijk een deel van de Karthuizerduinen, dat zich te Nieuwpoort-Bad voortzet in het natuurgebied Duinengebied ten westen van Nieuwpoort-Bad. In de Karthuizerduinen vindt men het Home Pays de Charleroi van 1950, een voorbeeld van de stijl van het nieuwe bouwen.
In de Duinen van Ter Yde vindt men nog paraboolduinen en verstuivingen. Ook zijn er graslanden met mossen, een overblijfsel van het vroegere gebruik als weiland.
Verder zuidwaarts ligt het Hannecartbos in een laagte. Ooit als akker- en hooiland gebruikt, werd het omstreeks 1930 bebost met loofhout ten behoeve van de jacht. Hier ontspringt ook een duinbeek, welke de grootste is van Vlaanderen. Hij loopt door een oude arm van de IJzer in noordoostelijke richting.
Nog verder zuidwaarts liggen de Oostvoorduinen, het Monobloc en Groenendijk. Dit zijn oude duinen met duingraslanden en dwergstruweel. In het Monobloc waren de duinen geëgaliseerd en bestonden vroeger percelen weidegrond die met houtwallen waren omgeven. De oude perceelindeling en de houtwallen zijn nog aanwezig.